# Aşağıkırlı, Yeşilova
Aşağı Kırlı là một xã thuộc huyện Yeşilova, tỉnh Burdur, Thổ Nhĩ Kỳ. Dân số thời điểm năm 2010 là 150 người.